# キルヒハイム・アム・リース
キルヒハイム・アム・リース (ドイツ語: Kirchheim am Ries) は、ドイツ連邦共和国バーデン＝ヴュルテンベルク州シュトゥットガルト行政管区のオストアルプ郡に属す町村（以下、本項では便宜上「町」と記述する）である。

## 地理

### 位置
キルヒハイム・アム・リースは、シュヴェービッシェ・アルプの東端、ジオパーク・リースのネルトリンガー・リース西端のブラジエンベルクの麓に位置する。

### 隣接する市町村
この町は、北はウンターシュナイトハイム、東はバイエルン州ドナウ＝リース郡のヴァラーシュタイン、南東はリースビュルク、南と西はボプフィンゲンと境を接している。

### 自治体の構成
自治体としてのキルヒハイム・アム・リースは、主邑のキルヒハイムの他に、かつて独立していた町村のバンツェンツィンメルンとディルゲンハイムおよびこれらに属する9つの村落、小集落、農場からなる。

### 土地利用
| 土地利用種別面積 | 農業用地 | 森林   | 住宅地 | 産業用地 | 交通用地 | 水域  | レジャー用地 | その他 |
| ---------------- | -------- | ------ | ------ | -------- | -------- | ----- | ------------ | ------ |
| 面積 (km2)       | 15.21    | 3.37   | 0.49   | 0.06     | 1.28     | 0.10  | 0.06         | 0.48   |
| 占有率           | 72.2 %   | 16.0 % | 2.3 %  | 0.3 %    | 6.1 %    | 0.5 % | 0.3 %        | 2.3 %  |

州統計局の2015年現在のデータによる。

## 歴史

### 古代史
町の西端にアレマン人の墓地がある。1962年から1964年に行われた発掘調査の結果によればこの墓地は、大きな中央墓地と小さな脇墓地および明らかに中断された貴族の廟所からなっている。518基の墓と少なくとも570体の遺骸が確認された。中央墓地では遺骸は通常単純に土に埋葬されていたが、貴族の廟所では木棺も見つかっている。この墓は、6世紀中頃から8世紀まで使われていた。7世紀末頃から個別葬の墓が造られるようになったが、こうしたもともと豪華な墓はその大部分が古くから盗掘されていた。

### 町村合併
- 1972年1月1日、それまで独立していた町村ベンツェンツィンマーが合併[4]
- 1973年1月1日、それまで独立していた町村ディルゲンハイムが合併[4]

## 行政

### 首長
ヴィリ・ファイゲは2013年12月に3期目の当選を果たした。

### 議会
この町の町議会は、14議席からなる。

### 行政共同体
この町は、ボプフィンゲン市行政共同体に加盟している。

### 姉妹自治体
- ソラローロ（イタリア、エミリア＝ロマーニャ州）[7]

## 文化と見所

### 演劇
2年ごとにディルゲンハイム地区の聖ゲオルク教会で受難劇が上演される。

### 建築物

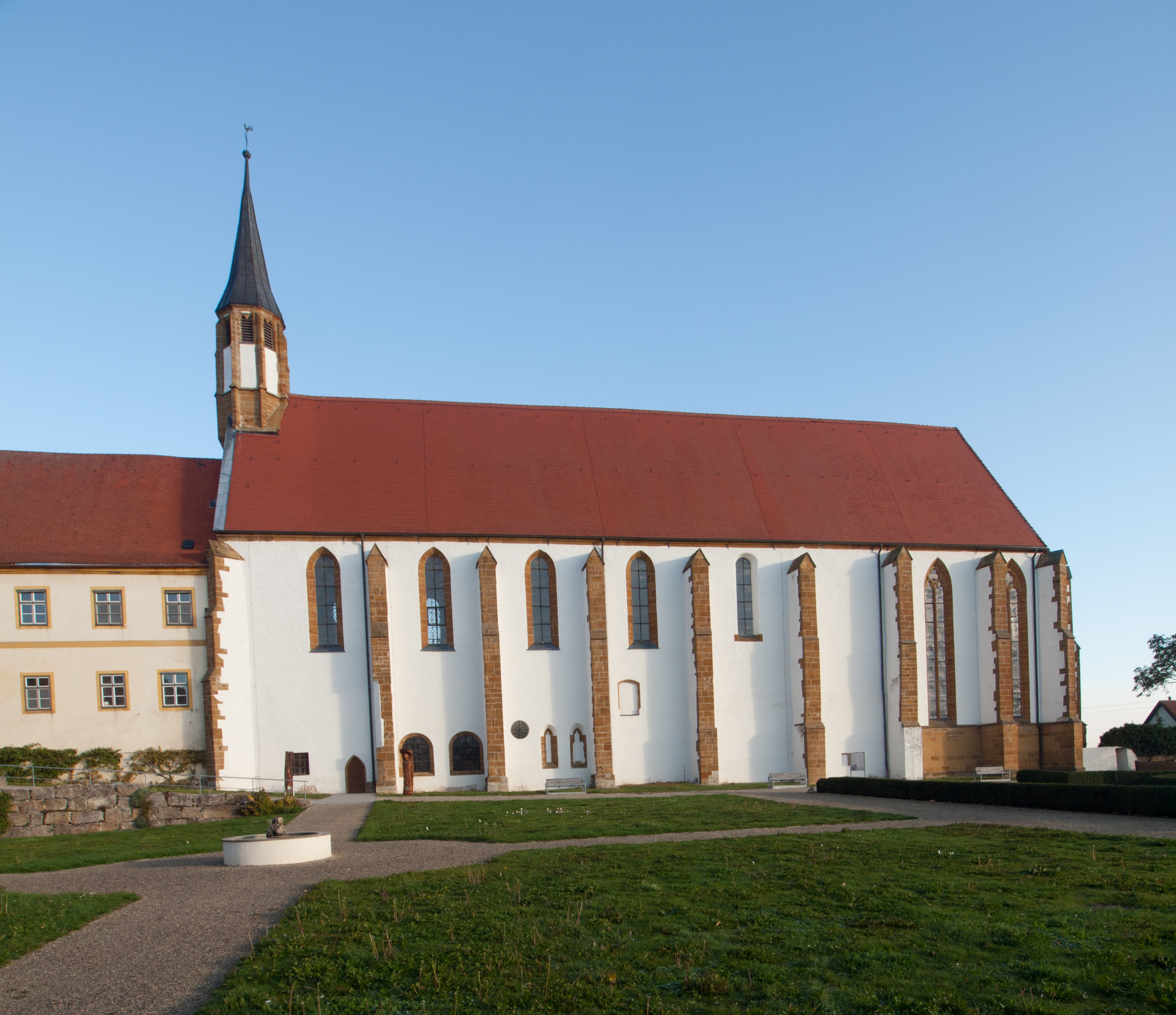
マリアの被昇天女子修道院教会

- 聖マルティン礼拝堂: 山頂に置かれたローマ時代の犠牲を献げる石が祭壇として利用されている。
- キルヒハイム・アム・リースのシトー女子修道会マリアの被昇天修道院
- ヤクストハイムの巡礼礼拝堂

## 経済と社会資本

### 交通
ディルゲンハイムとベンツェンツィンマーの両地区を州道 L1060号線が通っている。この州道はバイエルン州との州境からエルヴァンゲンまでを結んでいる。また、L1078号線がキルヒハイム・アム・リースとボプフィンゲンとを結んでいる。